# Sant Salvador de les Planes
Sant Salvador de les Planes és l'església parroquial del poble dels Hostalets, o Sant Salvador, pertanyent a la comuna de Prats de Molló i la Presta, a la comarca del Vallespir (Catalunya del Nord). Està situada en el petit nucli de Sant Salvador, o els Hostalets, al costat nord-oest del cementiri parroquial.